# Федяй, Леонид Васильевич
Леони́д Васи́льевич Федяй (1859 — после 1922) — генерал-лейтенант, начальник 31-й пехотной дивизии.

## Биография
Православный.
Окончил Петровский Полтавский кадетский корпус (1876) и 2-е военное Константиновское училище (1878), откуда выпущен был прапорщиком в 3-ю гренадерскую артиллерийскую бригаду. Позднее был переведен в 7-ю артиллерийскую бригаду.
Чины: подпоручик (1879), поручик (1880), штабс-капитан (за отличие, 1886), капитан (1888), подполковник (1894), полковник (за отличие, 1898), генерал-майор (за отличие, 1907), генерал-лейтенант (1916).
В 1886 году окончил Николаевскую академию Генерального штаба по 1-му разряду. В 1888—1892 годах состоял при Иркутском пехотном юнкерском училище для преподавания военных наук. Состоял для поручений при штабе 9-го армейского корпуса (1892—1893) и штаб-офицером для особых поручений при штабе 11-го армейского корпуса (1893—1899).
Затем занимал должности начальника штаба Усть-Двинской крепости (1899—1900), начальника штаба 21-й пехотной дивизии (1900—1904), командира 107-го пехотного Троицкого полка (1904—1907) и, наконец, окружного генерал-квартирмейстера штаба Туркестанского военного округа (1907—1914).
8 февраля 1914 года назначен начальником штаба 25-го армейского корпуса, с которым вступил в Первую мировую войну. 22 октября того же года назначен командиром бригады 61-й пехотной дивизии. 24 октября 1915 года назначен командующим 31-й пехотной дивизией, а 21 октября 1916 года за боевые отличия произведен в генерал-лейтенанты с утверждением в должности. 18 апреля 1917 года, вследствие контузии, был отчислен в резерв чинов при штабе Киевского военного округа.
Летом—осенью 1917 года возглавлял комиссию по украинизации войск Юго-Западного фронта. В апреле 1918 года поступил на службу в гетманскую армию, переименован в генеральные значковые. Был начальником 14-й пехотной, затем 7-й пехотной дивизий. В декабре 1918 года выехал на Дон, состоял в резерве чинов ВСЮР и Русской армии барона Врангеля.
Судьба после 1922 года неизвестна.

## Награды
- Орден Святого Станислава 3-й ст. (1890);
- Орден Святой Анны 3-й ст. (1895);
- Орден Святого Станислава 2-й ст. (1901);
- Орден Святой Анны 2-й ст. (1906);
- Орден Святого Владимира 3-й ст. (1910);
- Орден Святого Станислава 1-й ст. (1913);
- Орден Святой Анны 1-й ст. с мечами (ВП 06.03.1915);
- мечи к ордену Св. Станислава 1-й ст. (ВП 29.05.1915);
- мечи к ордену Св. Владимира 3-й ст. (1915).